# Сделка, в совершении которой имеется заинтересованность

## Заинтересованные лица
Заинтересованными в совершении хозяйственным обществом сделки могут быть признаны следующие лица:
- член совета директоров (наблюдательного совета) общества,
- лицо, осуществляющее функции единоличного исполнительного органа общества, в том числе управляющая организация или управляющий,
- член коллегиального исполнительного органа общества,
- акционер (участник) общества, имеющего совместно с его аффилированными лицами 20 и более процентов голосующих акций (долей в уставном капитале) общества,
- лица, имеющего право давать обществу обязательные для него указания,
- супруги, родители, дети, полнородные и неполнородные братья и сёстры, усыновители и усыновлённые и (или) их аффилированные лица указанных выше лиц.

## Наличие заинтересованности
Лица, которые могут быть признаны заинтересованными в совершении хозяйственным обществом сделки, признаются таковыми при условии, если они:
- являются стороной, выгодоприобретателем, посредником или представителем в сделке;
- владеют (каждый в отдельности или в совокупности) 50 и более процентами акций (долей, паев) юридического лица, являющегося стороной, выгодоприобретателем, посредником или представителем в сделке;
- занимают должности в органах управления юридического лица, являющегося стороной, выгодоприобретателем, посредником или представителем в сделке, а также должности в органах управления управляющей организации такого юридического лица;
- в иных определённых случаях.

## Порядок совершения
Сделки, в совершении которых имеется заинтересованность, совершаются обществом только при условии их одобрения советом директоров или общим собранием участников (акционеров) общества.

### в акционерных обществах
Одобрение в акционерных обществах осуществляется:
В случае, если предметом сделки или нескольких взаимосвязанных сделок является имущество, стоимость которого по данным бухгалтерского учёта (цена предложения приобретаемого имущества) общества составляет 2 и более процентов балансовой стоимости активов общества по данным его бухгалтерской отчётности на последнюю отчётную дату
- в обществах с числом акционеров-владельцев голосующих акций 1000 и менее:

советом директоров (наблюдательным советом) общества большинством голосов директоров, не заинтересованных в совершении сделки
- в обществах с числом акционеров-владельцев голосующих более 1000:

советом директоров (наблюдательным советом) общества большинством голосов директоров, не заинтересованных в совершении сделки, из числа независимых директоров
В случае, если предметом сделки или нескольких взаимосвязанных сделок является имущество, стоимость которого по данным бухгалтерского учёта (цена предложения приобретаемого имущества) общества составляет 2 и более процента балансовой стоимости активов общества по данным его бухгалтерской отчётности на последнюю отчётную дату, либо в случае, если совет директоров не смог принять решение об одобрении сделки в установленном порядке
- общим собранием акционеров большинством голосов всех не заинтересованных в сделке акционеров — владельцев голосующих акций.

### в обществах с ограниченной ответственностью
В обществах с ограниченной ответственностью решение о совершении обществом сделки, в совершении которой имеется заинтересованность, принимается общим собранием участников общества большинством голосов от общего числа голосов участников общества, не заинтересованных в её совершении.
В случае образования в обществе совета директоров (наблюдательного совета) общества принятие решения о совершении сделок, в совершении которых имеется заинтересованность, может быть отнесено уставом общества к его компетенции, за исключением случаев, если сумма оплаты по сделке или стоимость имущества, являющегося предметом сделки, превышает два процента стоимости имущества общества, определённой на основании данных бухгалтерской отчётности за последний отчётный период.

## Изъятия
Сделками, в совершении которых имеется заинтересованность, не признаются сделки:
- совершаемые обществом, состоящим из одного акционера (участника), который одновременно осуществляет функции единоличного исполнительного органа;
- в совершении которых заинтересованы все акционеры (участники) общества;
- совершаемые при осуществлении преимущественного права приобретения размещаемых обществом акций и эмиссионных ценных бумаг, конвертируемых в акции;
- совершаемые при приобретении и выкупе обществом размещённых акций;
- совершаемые при реорганизации общества в форме слияния (присоединения) обществ, если другому обществу, участвующему в слиянии (присоединении), принадлежит более чем три четверти всех голосующих акций реорганизуемого общества;
- совершение которых обязательно для общества в соответствии с федеральными законами и (или) иными правовыми актами Российской Федерации и расчёты по которым производятся по фиксированным ценам и тарифам, установленным уполномоченными в области государственного регулирования цен и тарифов органами;
- совершаемые на условиях, не отличающихся существенно от условий аналогичных сделок, которые совершались между обществом и заинтересованным лицом в процессе осуществления обычной хозяйственной деятельности общества, имевшей место до момента, когда заинтересованное лицо признаётся таковым.